# Bonnieville (Kentucky)
Bonnieville es una ciudad ubicada en el condado de Hart en el estado estadounidense de Kentucky. En el Censo de 2010 tenía una población de 255 habitantes y una densidad poblacional de 316,9 personas por km².

## Geografía
Bonnieville se encuentra ubicada en las coordenadas 37°22′30″N 85°54′12″O / 37.37500, -85.90333. Según la Oficina del Censo de los Estados Unidos, Bonnieville tiene una superficie total de 1.29 km², de la cual 1.29 km² corresponden a tierra firme y (0%) 0 km² es agua.

## Demografía
Según el censo de 2010, había 255 personas residiendo en Bonnieville. La densidad de población era de 316,9 hab./km². De los 255 habitantes, Bonnieville estaba compuesto por el 95.69% blancos, el 0.78% eran afroamericanos, el 0% eran amerindios, el 0% eran asiáticos, el 0% eran isleños del Pacífico, el 1.57% eran de otras razas y el 1.96% pertenecían a dos o más razas. Del total de la población el 3.53% eran hispanos o latinos de cualquier raza.